# هيا آرنولد!: الفلم
هيا آرنولد!: الفيلم (بالإنجليزية: Hey Arnold!: The Movie) هو فيلم كوميدي أمريكي ومغامرات رسوم متحركة عام 2002 يستند إلى سلسلة رسوم متحركة تلفزيونية من نيكلوديون تحمل الاسم نفسه. أخرجه توك تاكر وكتبه مؤلف المسلسل كريج بارتليت وستيف فيكستين ، مع موسيقى جيم لانج.

## القصة
فيلم رسوم متحركة عن (أرنولد) ذي القوى السحرية. الذي يُفاجأ بأن جميع المنازل التي تقع بجوار منزله سيتم إزالتها، وسيقوم مستثمر طموح يُدعى (شيك) ببناء مول ضخم للتسوق لأبناء الطبقة الثرية، بعد أن وافق العمدة على الخطة المثيرة للجدل إثر صفقة مشبوهة، يُجبر السكان على بيع منازلهم للبلدية بثمنٍ بخس. يسعى (أرنولد)، وصديقه (جيرالد) للعثور على مستند هام لإيقاف عملية الهدم، وإنقاذ السكان من مصيرهم الذي يبدو مظلمًا.

## وصلات خارجية
مقالات تستعمل روابط فنية بلا صلة مع ويكي بيانات